# Bruggen 1701-1708

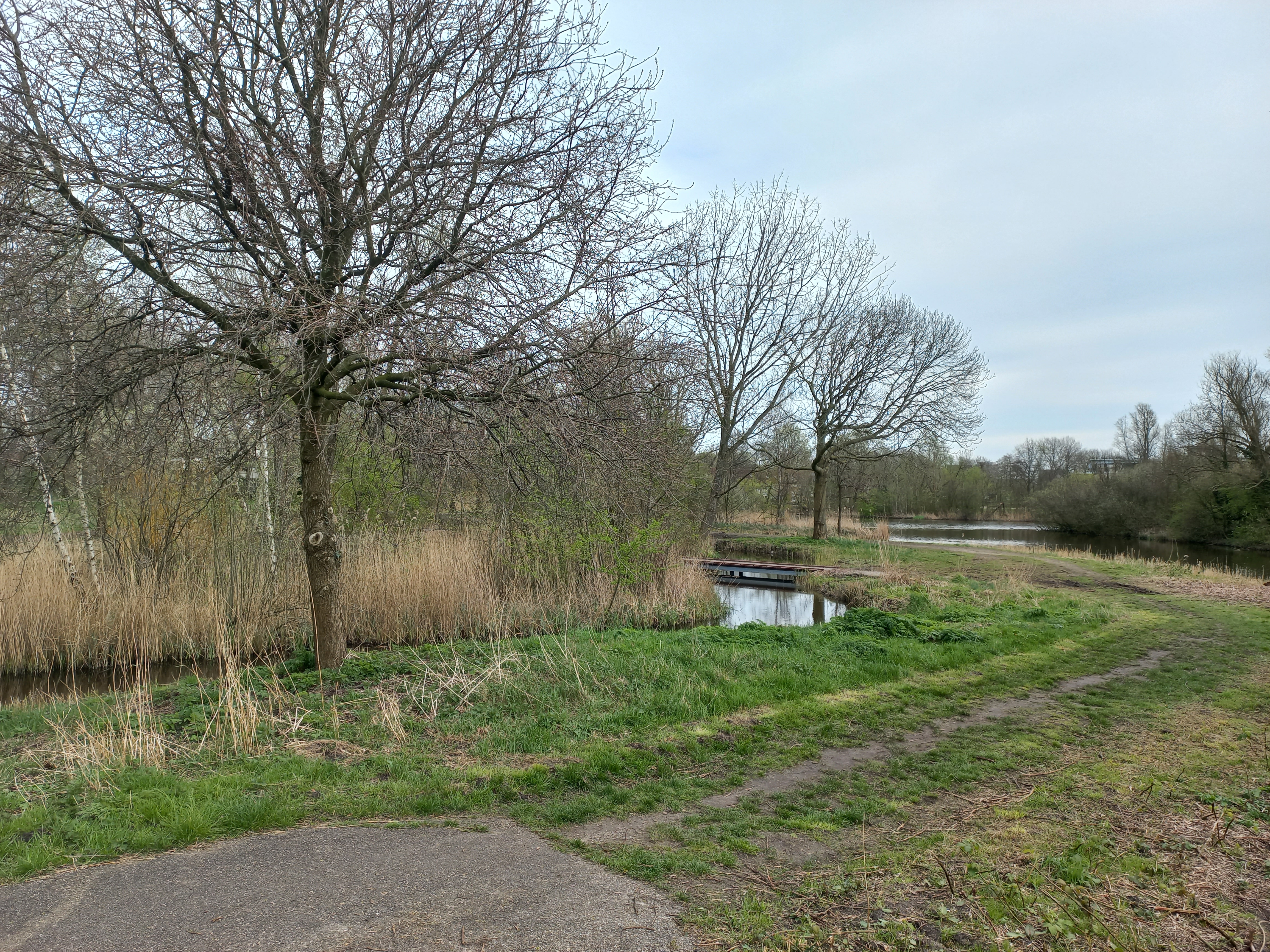
Park met brug 1708 (maart 2024)

Bruggen 1701-1708 (behalve brug 1703) is een reeks bouwkundige kunstwerken in Amsterdam-Noord. 
De serie 1700-1799 geeft geen enkele indicatie voor wat betreft de datering van bouw van die bruggen. Wel lijkt de serie bestemd te zijn geweest voor Amsterdam-Noord. Alle bekende gemeentelijke bruggen in die serie liggen aldaar, behalve brug 1799, die aan het andere eind van de stad ligt, Zuidelijke Wandelweg, Amsterdam-Zuid. Brugnummers 1700-1708 zijn na 2005 uitgedeeld, ze staan niet vermeld in de Stadsatlas Amsterdam uit 2006 (ook 1703 niet).
Wanneer bruggen 1701-1708 zijn neergelegd is niet bekend. Op een plattegrond voor de bouw van de bruggen brug 913 en brug 914 staan ze wel ingetekend, maar een brugnummer en ook de naam van de ontwerper worden niet vermeld. Net als bruggen 913 en 914 zijn bruggen 1701-1708 voetbruggen. Ze liggen in een parkzone aan de noordkant van het water Buiksloterbreek; het park ten zuiden van het Barkpad zou de naam Wilde Park dragen (hebben gedragen, zie ontwerptekening brug 913), maar is in 2024 naamloos.
De oorspronkelijke bruggen werden in 2022/2023 gesloopt en vervangen door nieuwe exemplaren. Het park en bruggen waren verzakt in de modderige bodem ter plekke.

## Afbeeldingen

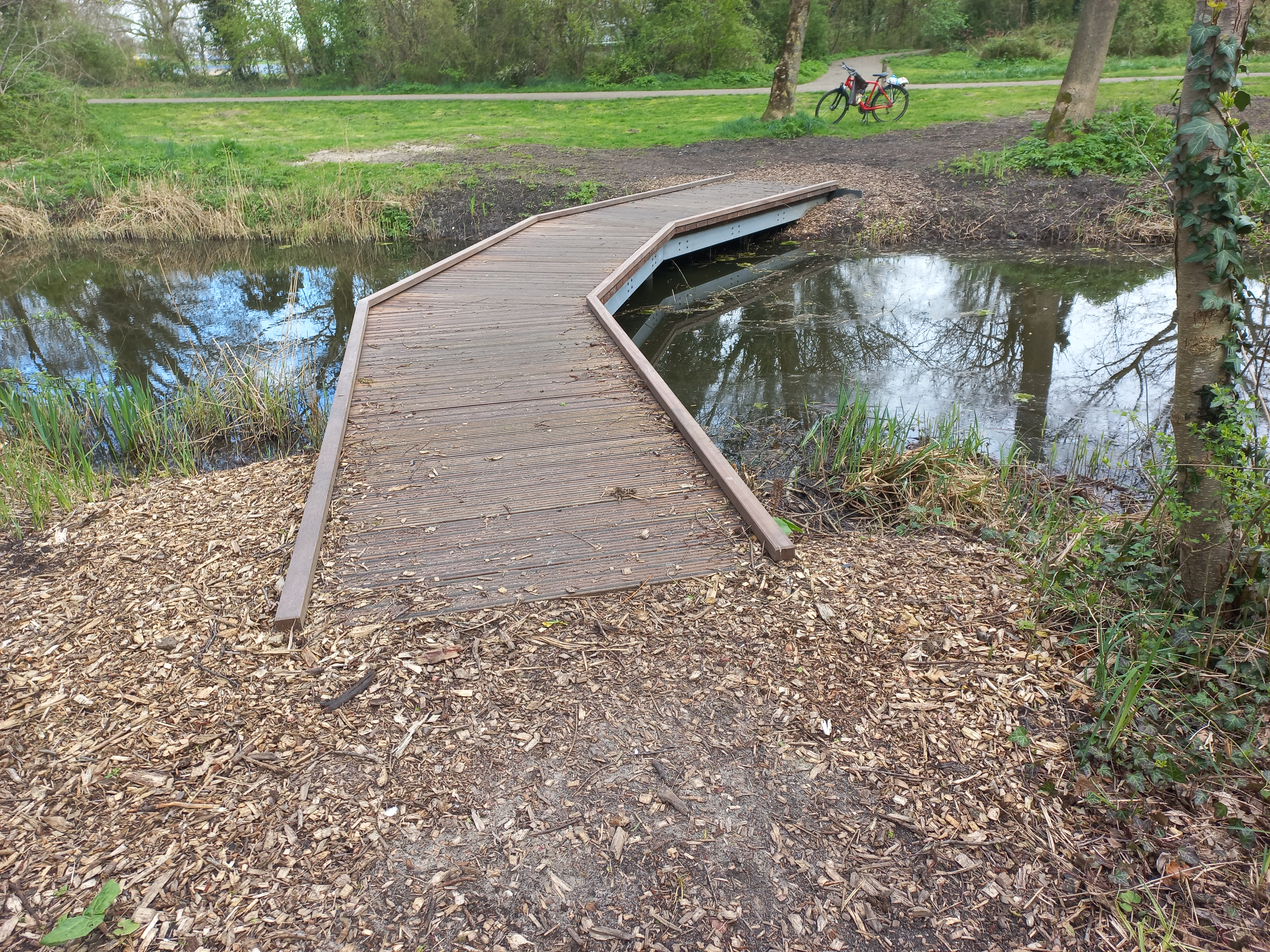
Brug 1701 (maart 2024)
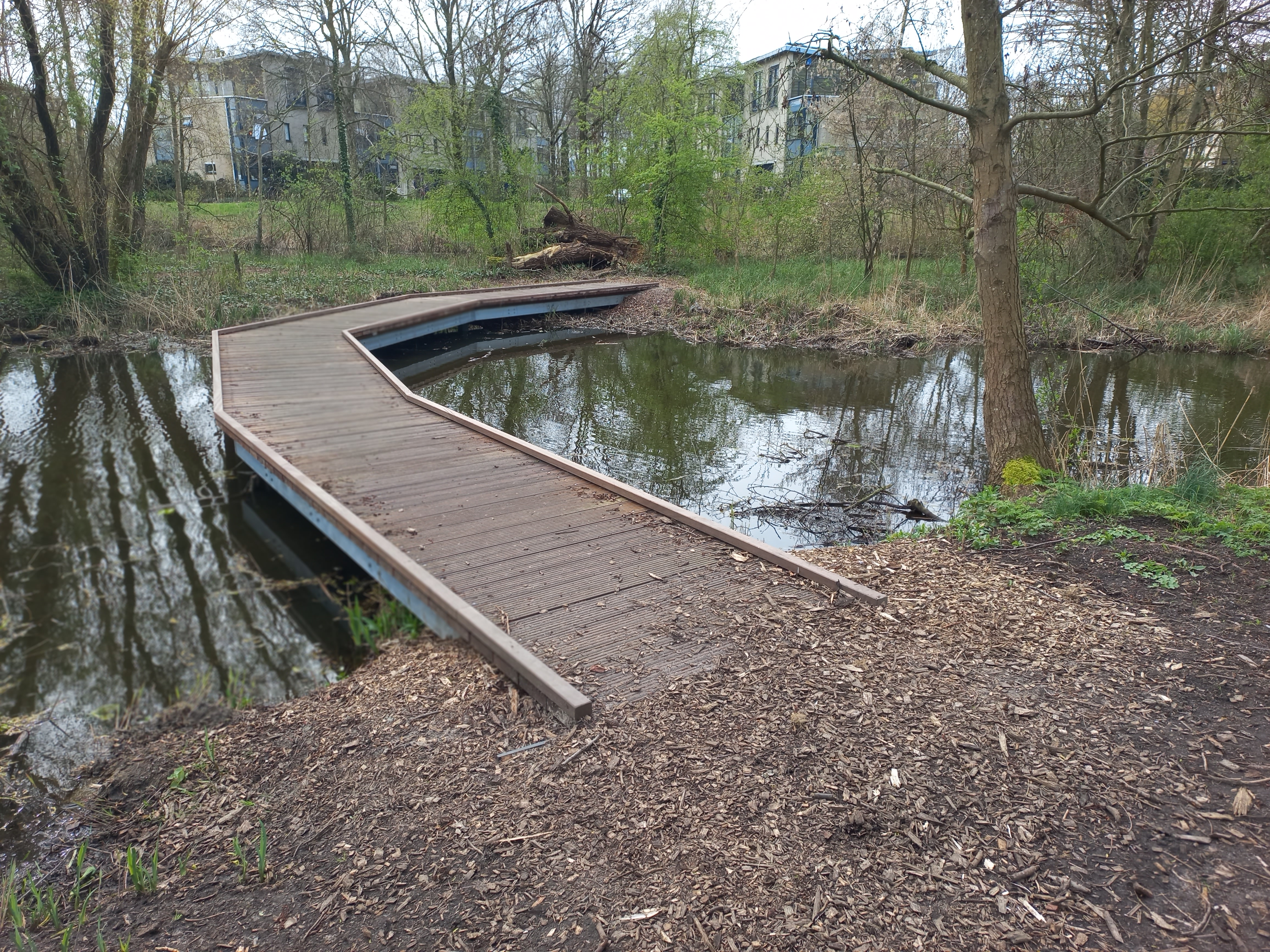
Brug 1702 (maart 2024)
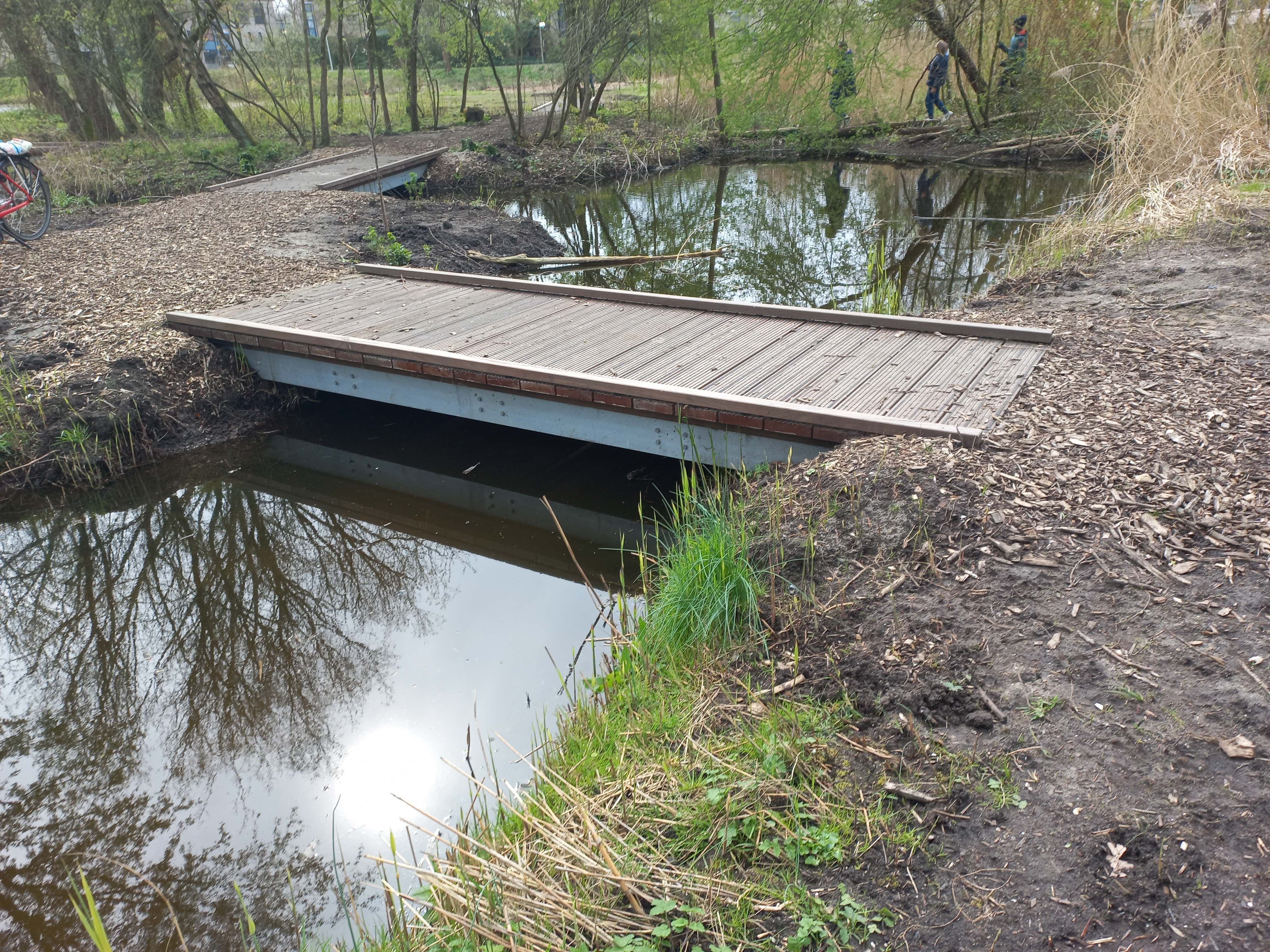
Brug 1704 (maart 2024)
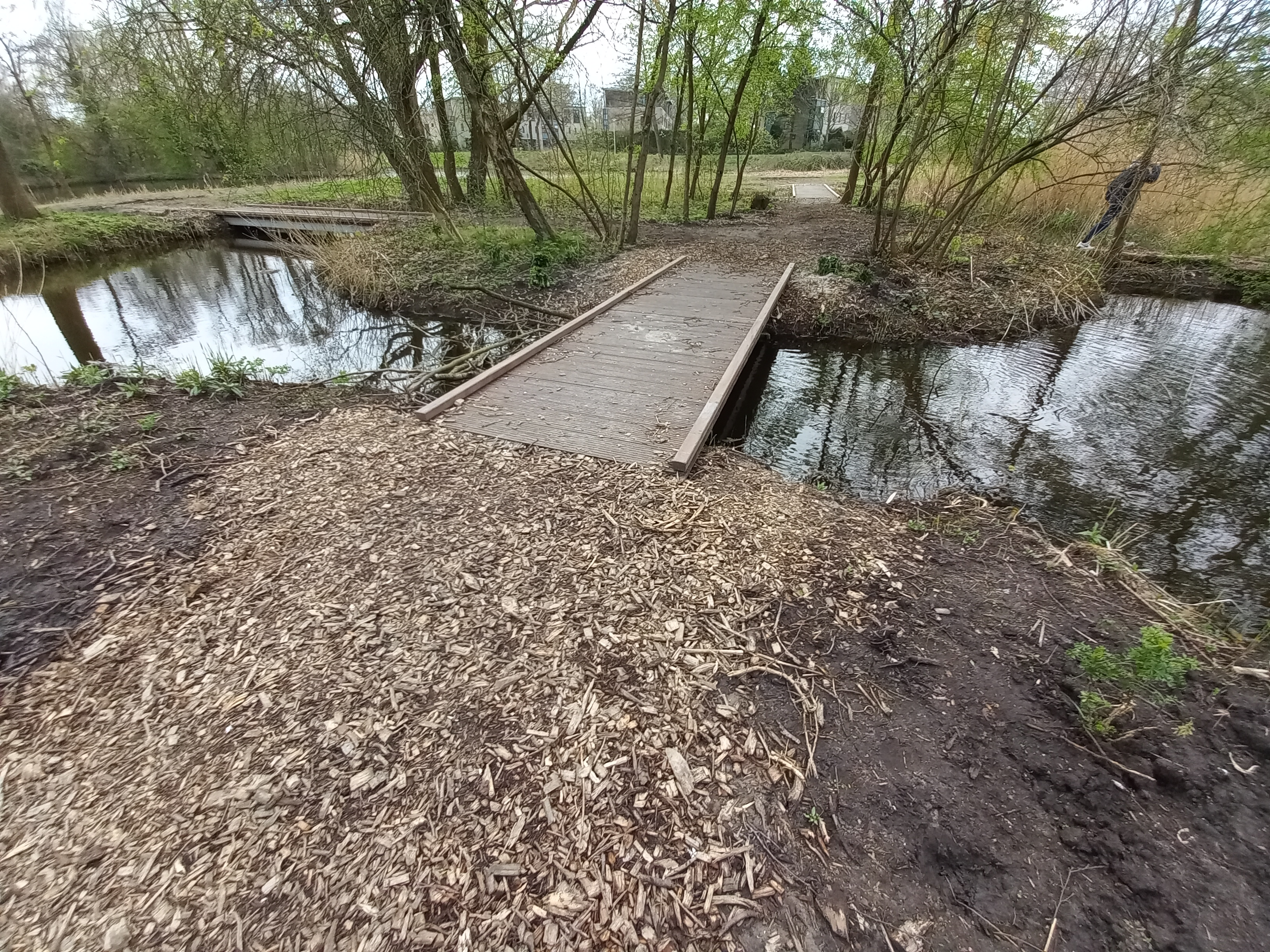
Brug 1705 (maart 2024)
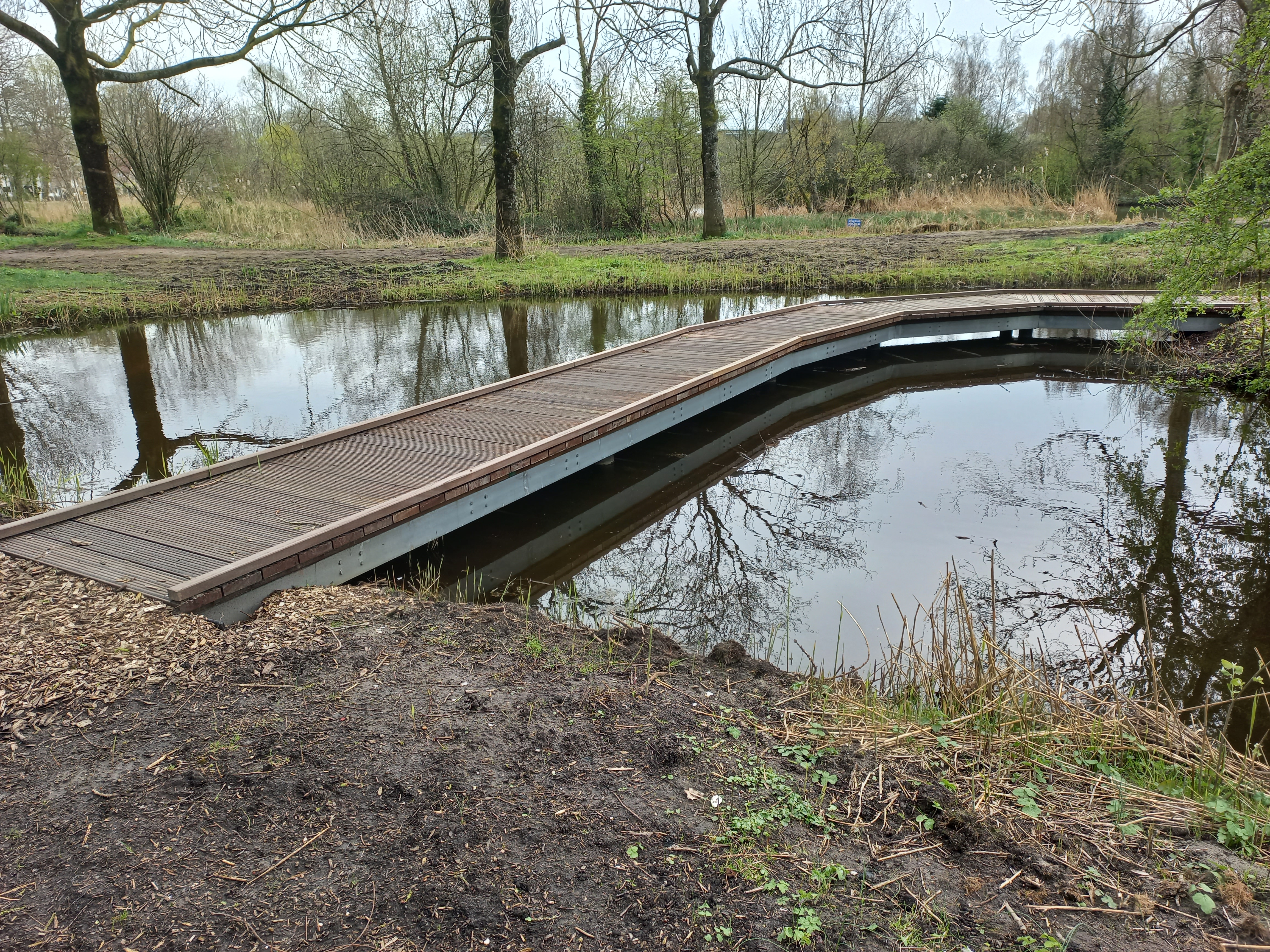
Brug 1706 (maart 2024)
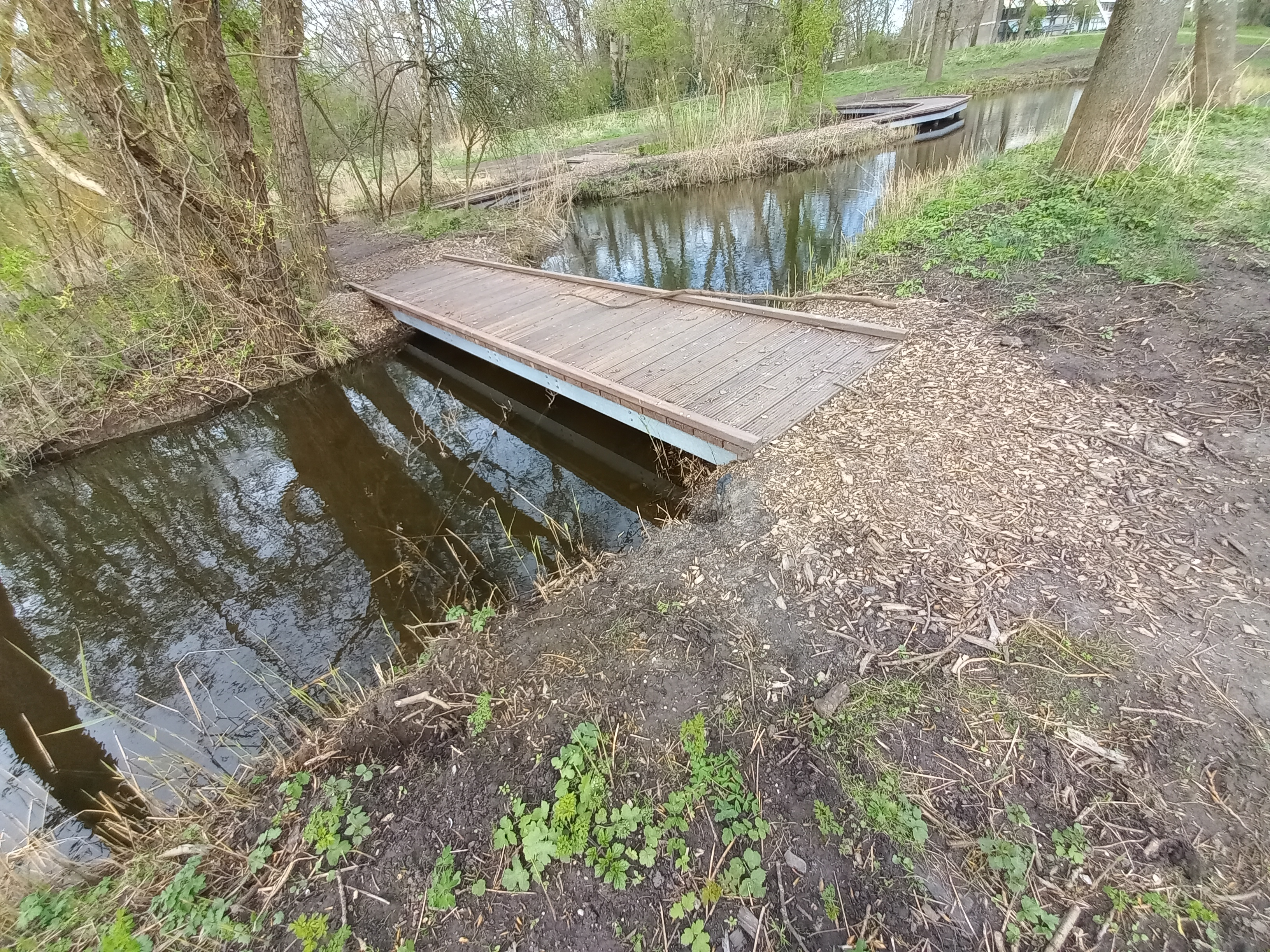
Brug 1707 (maart 2024)
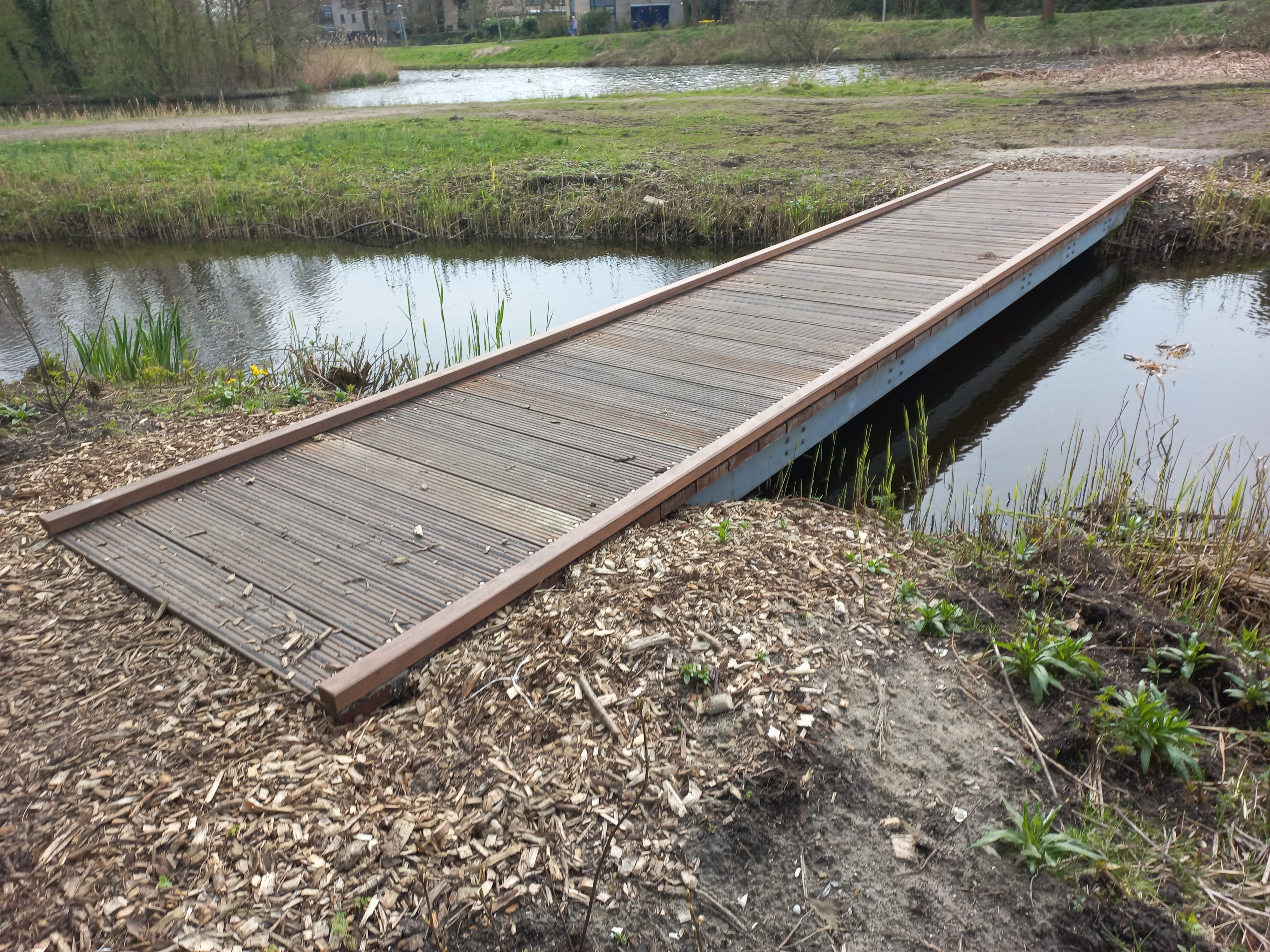
Brug 1708 (maart 2024)

<<< · 1701 · 1702 · 1703 · 1704 · 1705 · 1706 · 1707 · 1708 · 1709 ·  1710 · 1711 · 1714 · 1715 · 1716 · 1717 · 1718 · 1719 · 1720 · 1721 · 1722 · 1723 · 1725 · 1726 · 1727 · 1728 · 1729 · 1730 · 1731 · 1732 · 1733 · 1734 · 1735 · 1736 · 1737 · 1738 · 1739 · 1741 · 1742 · 1743 · 1745 · 1746 · 1747 · 1748 · 1749 · 1750 · 1751 · 1752 · 1753 · 1754 · 1755 · 1756 · 1757 · 1764 · 1765 · 1766 · 1767 · 1768 · 1769 · 1770 · 1771 · 1772 · 1773 · 1774 · 1775 · 1776 · 1777 · 1778 · 1779 ·  1780 · 1781 · 1782 · 1783 · 1784 · 1785 · 1786 · 1787 · 1788 · 1791 · 1792 · 1793 · 1794 · 1795 · 1796 · 1797 · 1798 · 1799 · >>>
Brugnummers brug 1712, 1713, 1724, 1740, 1744, 1758, 1759, 1760, 1761, 1762, 1763, 1789, 1790 zijn niet (meer) vergeven.